# Курганское сельское поселение (Омская область)
Курганское се́льское поселе́ние — муниципальное образование в Муромцевском районе Омской области Российской Федерации.
Административный центр — село Курганка.

## История
Статус и границы сельского поселения установлены Законом Омской области от 30 июля 2004 года № 548-ОЗ «О границах и статусе муниципальных образований Омской области»

## Население
| 2010 | 2011 | 2012 | 2013 | 2014 | 2015 | 2016 |
| ---- | ---- | ---- | ---- | ---- | ---- | ---- |
| 337  | ↘336 | ↘322 | ↘293 | ↘283 | ↘269 | ↘262 |
| 2017 | 2018 | 2019 | 2020 | 2021 | 2023 |      |
| ↘248 | ↘227 | ↘210 | ↘207 | ↘176 | ↘171 |      |

## Состав сельского поселения
| № | Населённый пункт | Тип населённого пункта       | Население |
| - | ---------------- | ---------------------------- | --------- |
| 1 | Казанка          | деревня                      | ↘23       |
| 2 | Колобово         | деревня                      | ↘4        |
| 3 | Курганка         | село, административный центр | ↘264      |
| 4 | Льнозавод        | посёлок                      | 24        |
| 5 | Малинкино        | деревня                      | ↘22       |